# Narnese Calcio
L'Associazione Sportiva Dilettantistica Narnese Calcio, meglio conosciuta come Narnese, è una società calcistica italiana con sede nella città di Narni, in provincia di Terni. Fondata nel 1926, la squadra sfoggia come colori sociali il rosso e il blu e disputa le gare interne allo stadio Moreno Gubbiotti.
Fra le società dilettantistiche umbre, è l'unica ad aver sempre partecipato, dal secondo dopoguerra a oggi, al principale campionato dilettantistico nazionale o al massimo livello dilettantistico regionale; la squadra milita in Eccellenza Umbria.

## Storia

### Dalle origini agli anni 1940

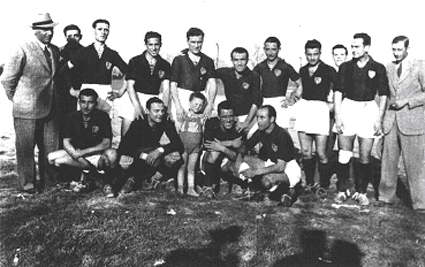
Il Narni vincitore del campionato di Prima Divisione Umbra 1939-40.

Fondata nel 1926 con il nome di Unione Polisportiva Narnese, svolge attività episodica fino al 1930, quando si iscrive al campionato U.L.I.C., laureandosi campione regionale nella stagione 1933-1934. Dopo aver assunto la denominazione di Associazione Sportiva Fascista Narni, nel 1936-1937 si iscrive alla Seconda Divisione Umbra. 
Promossa in Serie C con la vittoria nella Prima Divisione Umbra 1939-1940, è costretta a rinunciare al salto di categoria a causa di problemi economici. L'attività della società prosegue fino alla metà della stagione 1941-1942, quando il Narni è costretto a ritirarsi dal campionato. Nel periodo interbellico le gare casalinghe sono state disputate al Campo del Littorio, ubicato nella zona del tiro a segno.

### Dal secondo dopoguerra agli anni 1970
Nel secondo dopoguerra viene ripristinata l'originaria denominazione di Unione Polisportiva Narnese e inaugurato il nuovo campo di gioco: lo stadio San Girolamo. 
Nella stagione 1945-1946 la troviamo ancora in Prima Divisione Umbra, dove nella stagione successiva riesce a qualificarsi per il girone finale valido per la promozione. Milita in Prima Divisione fino alla stagione 1951-1952, quando viene introdotto al vertice del dilettantismo regionale il nuovo campionato di Promozione, a cui la Narnese partecipa fino alla sua sostituzione con il Campionato Dilettanti Umbria nella stagione 1957-1958 e con la Prima Categoria due anni dopo. 
I risultati più rilevanti di questo periodo sono due quarti posti nel 1958-1959 e nel 1959-1960.
Nel 1961-1962 ottiene la sua prima promozione in Serie D. Subito retrocessa, vi fa ritorno vincendo imbattuta il campionato 1963-1964. La stagione successiva consegue il terzo posto in Serie D, rimanendo in corsa per la vittoria finale fino all'ultima giornata. 
Ancora due stagioni in Serie D, prima di una nuova discesa fra i dilettanti. Tornata in Prima Categoria, tenta inutilmente la scalata nella serie superiore, classificandosi tre volte al secondo e tre volte al terzo posto tra il 1970 e il 1975. Con il sesto posto del 1975-1976 si assicura la partecipazione al ricostituito campionato di Promozione, che in Umbria viene reintrodotto a partire dalla stagione successiva. La seconda parte del decennio sarà poi caratterizzata da tranquilli campionati di centro-classifica.

### Gli anni 1980 e 1990

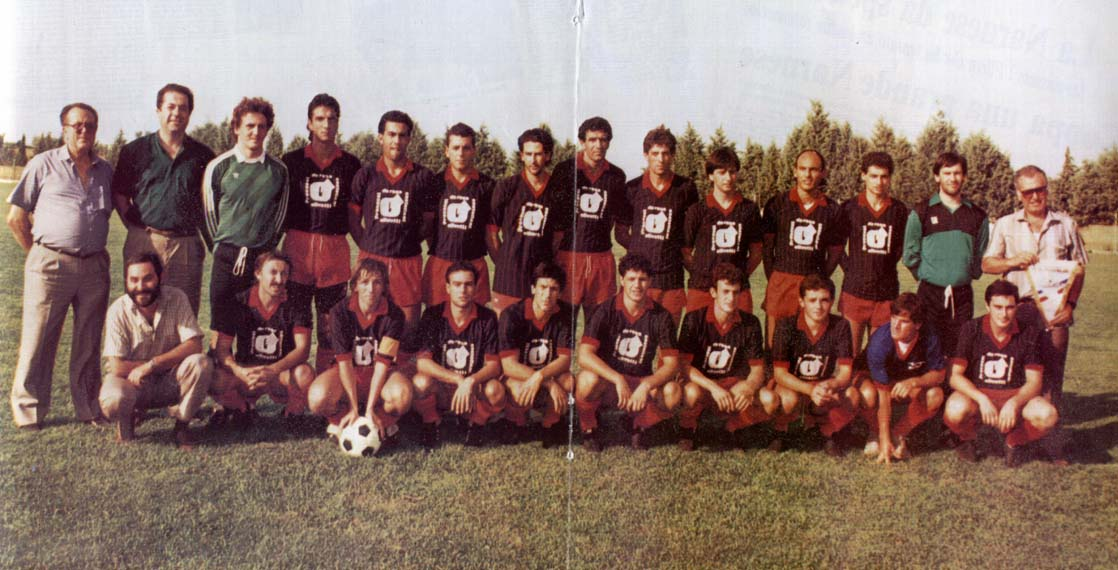
La Narnese tornata dopo 19 anni in Interregionale con la vittoria nel campionato di Promozione Umbra 1985-1986

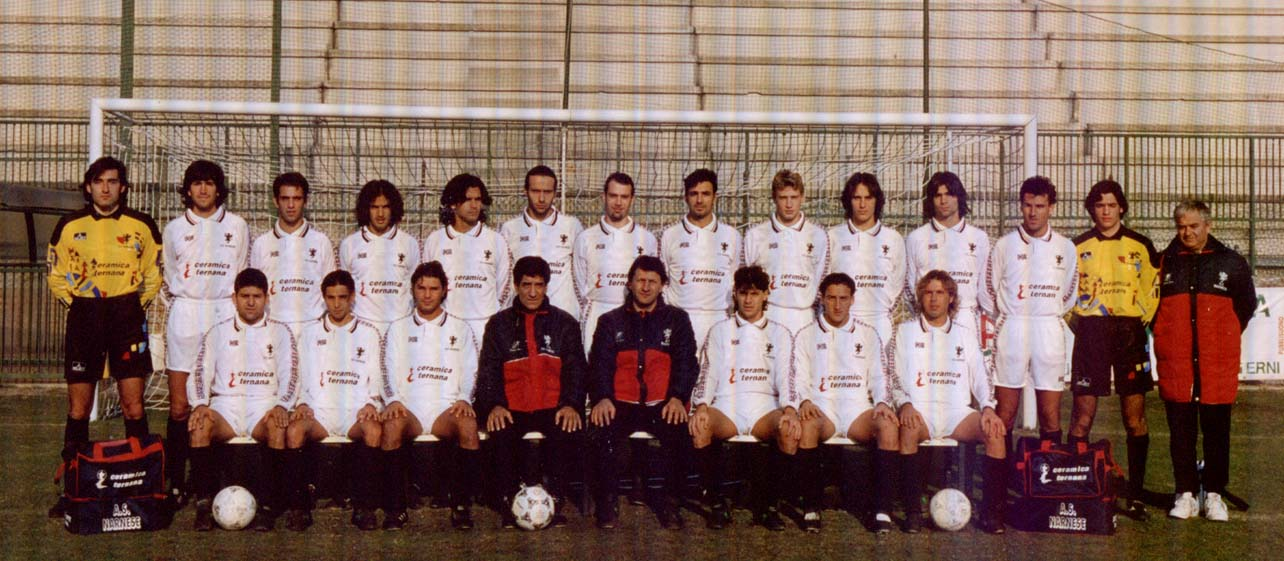
La rosa della Narnese che è arrivata a un passo dalla promozione in Serie C2, classificandosi al 2º posto nel Campionato Nazionale Dilettanti girone F 1995-1996

La prima metà degli anni 1980 vede la Narnese partecipare ancora al campionato di Promozione, dove però non ottiene risultati di rilievo. Nel luglio del 1983 si fonde con l'U.D.A. Sport Narni e assume la denominazione di Associazione Sportiva Narnese Calcio, mentre dal 1984 al 1986 disputa le gare interne allo stadio Sant'Anna, causa lavori di rifacimento dello stadio San Girolamo. 
Nel 1985-1986 arriva la promozione in Interregionale, dove resta fino al 1991-1992, ottenendo due terzi posti consecutivi nel 1988-1989 e nel 1989-1990.
Rimane in Eccellenza una sola stagione, al termine della quale viene ripescata nel Campionato Nazionale Dilettanti. Al suo ritorno nella serie superiore (1993-1994) la Narnese sfiora la promozione in Serie C2, classificandosi seconda dietro al Teramo, in un girone che comprendeva anche la più blasonata Ternana giunta terza. Due anni dopo, nel 1995-1996, arriva un altro secondo posto, in questa circostanza a precedere i rossoblù di un solo punto fu la Maceratese. Dopo la quarta piazza nel 1997-1998, arriva nella stagione successiva un'altra retrocessione.

### Gli anni 2000 e 2010

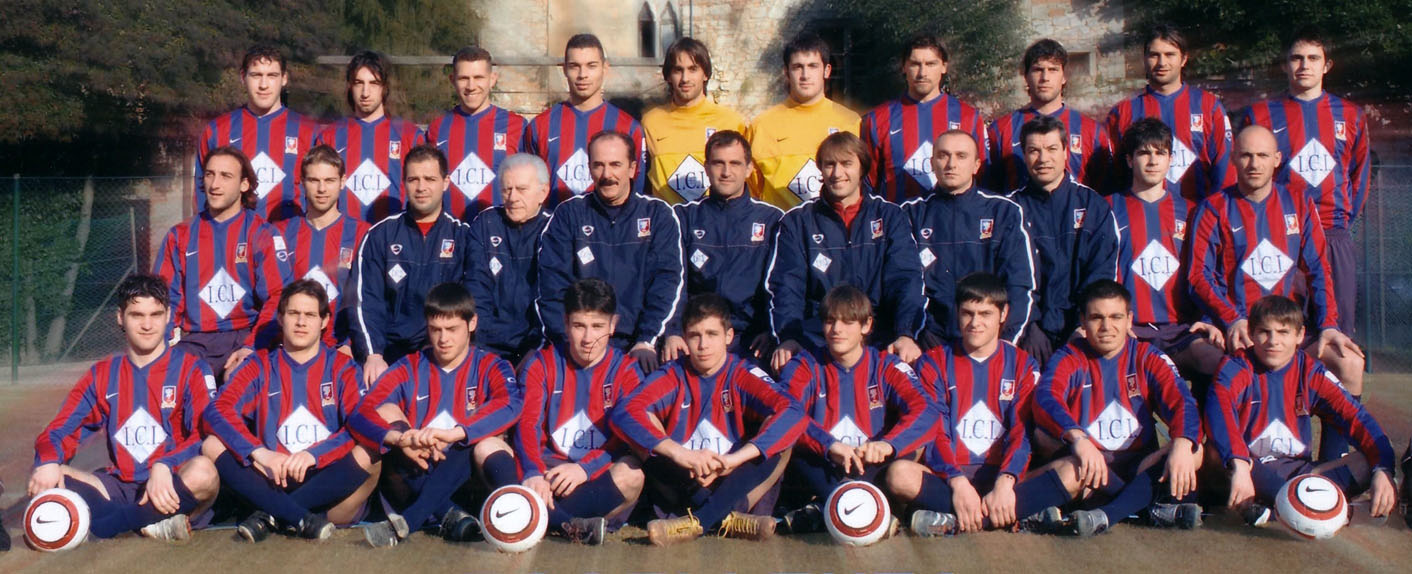
La Narnese che nel 2004-2005 è salita in Serie D, centrando l'accoppiata Eccellenza Umbria-Coppa Italia Dilettanti Umbria

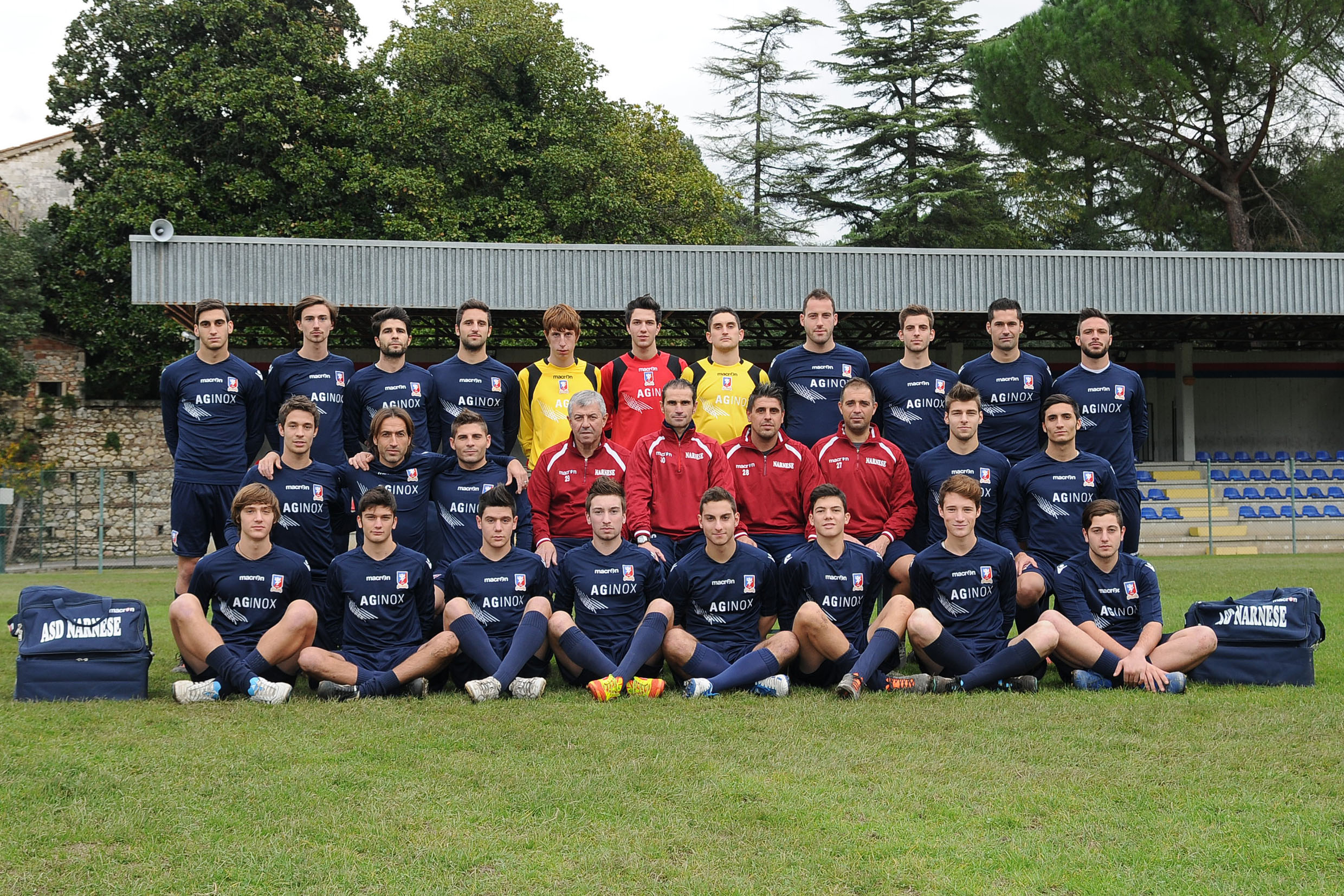
La Narnese che nel 2012-2013 ha vinto il suo secondo campionato di Eccellenza Umbria, in virtù del quale ha conseguito la quinta promozione in Serie D della propria storia

Relegata nuovamente in Eccellenza, consegue nel 2000-2001 il secondo posto, che gli vale l'accesso ai play-off nazionali, dove esce nel primo turno. Dopo aver raggiunto per due volte le semifinali dei play-off, nel 2001-2002 e nel 2003-2004, si aggiudica nel 2004-2005 il campionato di Eccellenza (insieme con la Coppa Italia Dilettanti Umbria), riuscendo così a salire nuovamente in Serie D, dove resta per tre stagioni. 
Tornata nella massima serie regionale, ottiene due qualificazioni ai play-off tra il 2009 e il 2012 (sempre sconfitta in semifinale), prima di una nuova promozione in Serie D nel 2012-2013. Dopo un solo anno retrocede in Eccellenza, dove nelle successive cinque stagioni non è mai andata al di sopra del quinto posto. Nel giugno del 2018 la società è sconvolta da un grave lutto: la scomparsa del co-presidente Moreno Gubbiotti (a cui dopo qualche mese sarà intitolato lo stadio), che da 20 anni era alla guida del club.

### Gli anni 2020
Nella stagione 2019-20, la compagine rosso-blu ha concluso in terza posizione il campionato di Eccellenza Umbria interrotto per la pandemia di Covid-19 ed ha replicato il medesimo piazzamento nel 2021-22, venendo poi eliminata nella semifinale dei play off.
Dopo due stagioni complicate, culminate con altrettante salvezze (particolarmente sofferta quella del 2022-23, con i play out evitati soltanto all'ultima giornata), arriva nel 2024-25, un altro terzo posto ed una nuova qualificazione ai play off, dove la Narnese viene sconfitta in finale.

## Colori e simboli

### Colori
I colori sociali della Narnese sono il rosso e il blu. La divisa da gioco tradizionale è formata da maglia a strisce verticali rosso-blu, calzoncini blu e calzettoni blu con bordi rossi. La seconda divisa è invece generalmente bianca. Per tre anni dal 1933 al 1936 sono state utilizzate maglie a strisce verticali nero-azzurre, avute in contributo dall'Ambrosiana-Inter di Milano.

### Simboli ufficiali
Il simbolo della compagine umbra è lo stesso della città di Narni: il grifo.

#### Stemma
Lo stemma societario, nelle sue varie evoluzioni nel corso degli anni, è sempre stato caratterizzato dalla presenza del grifo.
L'attuale logo è uno scudo trinciato di blu e rosso, con raffigurato al centro un grifo rampante rivolto a sinistra, al di sotto del quale campaggia il numero 1926 (anno di fondazione del club), abbracciato posteriormente da un cartiglio recante la denominazione sociale A.S. NARNESE in lettere oro.

## Strutture

### Stadio
Originariamente noto come San Girolamo, dopo la morte del presidente Moreno Gubbiotti, il Comune di Narni ha deliberato di intitolare a questi lo stadio, ufficializzando la cosa durante una cerimonia tenutasi il 7 ottobre 2018, prima della gara di campionato Narnese-Lama.
Sorto sulle ceneri del vecchio campo rimasto in uso per quasi quarant'anni dal 1945 al 1984, ha avuto la luce dopo due anni di lavori nel 1986.
L'impianto che ha una capienza di 2 621 posti a sedere, è strutturato in quattro settori, uno per ogni lato del campo: tribuna A ("tribuna coperta", 196 posti), tribuna B ("curva sud", destinata ai tifosi ospiti, 753 posti), tribuna C ("gradinata", 832 posti) e tribuna D ("curva nord", al cui interno sono ospitati spogliatoi, infermeria e magazzino, 840 posti).
Nel 2022 il terreno di gioco è stato dotato di un fondo in erba sintetica.
Il 25 novembre 1987 è stato teatro dell'amichevole internazionale fra le rappresentative dilettanti di Italia e Paesi Bassi, gara terminata con il risultato di 0-0.
Dal 1969 al 2018 ha ospitato la Corsa all'Anello, tradizionale giostra equestre fra i tre terzieri in cui è divisa la città di Narni.
Dalla stagione 2022-2023 viene utilizzato, oltre che dalla Narnese, anche dalla Ternana, per le gare casalinghe della squadra femminile e della Primavera.

## Società

### Organigramma societario
- Uno dei dirigenti più noti della Narnese è stato Elio Giulivi[8], presidente della Lega Nazionale Dilettanti dal 1987 al 1998, il quale in precedenza negli anni sessanta aveva ricoperto la carica di segretario del club.

Dal sito web ufficiale della società.
- Paolo Garofoli - Presidente
- Marco Proietti - Presidente
- Danilo Valenti - Vice presidente
- Sergio Ceccarelli - Vice presidente
- Fabio Moscatelli - Direttore generale
- Gianluca Gambini - Direttore sportivo
- Marino Defendi – Allenatore
- Marco Laureti - Vice-allenatore
- Federico Rognini - Preparatore atletico
- Sandro Paterni - Allenatore portieri

## Allenatori e presidenti
- 1926-1930  Ugo Rosignoli
- 1930-1932  A. Eroli
- 1932-1937  Antonio Francescangeli
- 1937-1942  Antonio Modoni
- 1945-1947  Moroni
- 1947-1951  Renato Pace
- 1951-1954  Giovanni Mazzatosta
- 1954-1956  Giuseppe Bravi
- 1956-1958  Giulio Ratini
- 1958-1959  Giuffrè
- 1959-1960  Labia
- 1960-1967  Paolo Grassi
- 1967  Giuseppe Bravi[11]
- 1967-1969  Elvio Daniele
- 1969-1971  Renato Pace
- 1971-1974  Turreno Bianchi
- 1974-1975  Massimo Carignani[12]
- 1975-1985  Santino Romani
- 1985-1986  Vincenzo De Rosa e  Santino Romani
- 1986-1990  Vincenzo De Rosa
- 1990-1992  Giorgio Ciccarelli
- 1992-1994  Giacomo Carbone
- 1994-1997  Roberto Conca[13]
- 1997-1998  Giacomo Carbone
- 1998-2003  Giorgio Ciccarelli e  Moreno Gubbiotti
- 2003-2018  Paolo Garofoli e  Moreno Gubbiotti
- 2018-2019  Paolo Garofoli
- 2019-  Paolo Garofoli e  Marco Proietti

## Calciatori
- Tra i calciatori di maggior rilievo cresciuti nella Narnese c'è il difensore Marco Di Loreto, poi protagonista in Serie A negli anni duemila con le maglie di Perugia, Fiorentina e Torino.
- L'attaccante Michele Virgilio, che ha indossato la maglia rossoblù per tre stagioni dal 2010 al 2012, è riuscito nell'impresa di realizzare uno dei gol più veloci della storia del calcio, andando in rete dopo 3"9 dal fischio d'inizio della gara Narnese-Vis Casa del Diavolo (risultato finale 3-1), valevole per la 25ª giornata dell'Eccellenza Umbria 2010-11.[14]

## Palmarès

### Competizioni regionali
- Eccellenza Umbria: 2

2004-2005; 2012-2013
- Promozione: 1

1985-1986
- Prima Divisione: 1

1939-1940
- Prima Categoria: 2

1961-1962; 1963-1964
- Coppa Italia Dilettanti Umbria: 1

2004-2005

### Onorificenze
- Stella di bronzo al merito sportivo

1998

### Altri piazzamenti
- Campionato Nazionale Dilettanti

Secondo posto: 1993-1994 (girone F); 1995-1996 (girone F)
- Serie D

Terzo posto: 1964-1965 (girone C)
- Campionato Interregionale

Terzo posto: 1988-1989 (girone F); 1989-1990 (girone F)
- Eccellenza Umbria

Secondo posto: 1992-1993; 2000-2001
Terzo posto: 2001-2002; 2011-2012; 2019-2020; 2021-2022; 2024-2025
- Promozione

Secondo posto: 1984-1985
- Prima Divisione

Secondo posto: 1946-47 (girone B)
Terzo posto: 1938-1939; 1951-1952 (girone B)
- Prima Categoria

Secondo posto: 1970-1971; 1971-1972; 1973-1974
Terzo posto: 1969-1970; 1972-1973; 1974-1975
- Coppa Italia Dilettanti Umbria

Finalista: 1992-1993; 2022-2023
- Coppa Umbra: 2

1960-1961; 1963-1964
- U.L.I.C.

Titolo regionale: 1933-1934

## Statistiche e record

### Partecipazione ai campionati
A partire dall'esordio nel 1936-1937, in 87 stagioni sportive, la Narnese ha partecipato a 85 campionati (21 dei quali nazionali e tutti equivalenti all'attuale Serie D), rimanendo inattiva nel 1942-1943, a causa della seconda guerra mondiale e nel 2020-2021, in seguito all'emergenza sanitaria provocata dalla pandemia di Covid-19, mentre nel 1941-1942 si è ritirata alla fine del girone di andata della Prima Divisione Umbria. 

#### Campionati nazionali
| Livello | Categoria                       | Partecipazioni | Debutto   | Ultima stagione | Totale |
| ------- | ------------------------------- | -------------- | --------- | --------------- | ------ |
| 4º      | Serie D                         | 5              | 1962-1963 | 1967-1968       | 5      |
| 5º      | Campionato Interregionale       | 6              | 1986-1987 | 1991-1992       | 16     |
| 5º      | Campionato Nazionale Dilettanti | 6              | 1993-1994 | 1998-1999       | 16     |
| 5º      | Serie D                         | 4              | 2005-2006 | 2013-2014       | 16     |

#### Campionati regionali
| Livello | Categoria                    | Partecipazioni | Debutto   | Ultima stagione | Totale |
| ------- | ---------------------------- | -------------- | --------- | --------------- | ------ |
| 1º      | Seconda Divisione            | 1              | 1936-1937 | 1936-1937       | 64     |
| 1º      | Prima Divisione              | 12             | 1937-1938 | 1951-1952       | 64     |
| 1º      | Promozione                   | 15             | 1952-1953 | 1985-1986       | 64     |
| 1º      | Campionato Dilettanti Umbria | 2              | 1957-1958 | 1958-1959       | 64     |
| 1º      | Prima Categoria              | 12             | 1959-1960 | 1975-1976       | 64     |
| 1º      | Eccellenza                   | 22             | 1992-1993 | 2024-2025       | 64     |

### Partecipazione alle coppe
La Narnese ha partecipato a 30 competizioni nazionali fra Coppa Italia Dilettanti (migliore risultato raggiunto: quarti di finale nel 1984-85, 1993-1994 e 1996-1997), Coppa Italia Serie D (massimo risultato il 3º turno conseguito nel 2007-08) e Coppa dell'Italia Centrale (sempre eliminata al 1º turno). 
| Competizione               | Partecipazioni | Debutto | Ultima stagione | Totale |
| -------------------------- | -------------- | ------- | --------------- | ------ |
| Coppa Italia Dilettanti    | 25             | 1970-71 | 2004-05         | 30     |
| Coppa Italia Serie D       | 3              | 2005-06 | 2013-14         | 30     |
| Coppa dell'Italia Centrale | 2              | 1937-38 | 1938-39         | 30     |

### Statistiche di squadra
- La Narnese ha raggiunto il punto più alto della sua storia nelle stagioni 1993-1994 e 1995-96, classificandosi al 2º posto nel Campionato Nazionale Dilettanti, in quegli anni il quinto livello del calcio italiano. Mentre, quando la Serie D rappresentava, come nell'odierna versione, il quarto livello della piramide calcistica nazionale, ha ottenuto come miglior risultato il 3º posto nel 1964-65.
- La società rosso-blu ha collezionato 64 partecipazioni nel massimo livello dilettantistico regionale, al di sotto del quale non è mai retrocessa.
- La Narnese è una delle otto società umbre ad essere riuscita a vincere nella stessa stagione il campionato di Eccellenza Umbria e la Coppa Italia Dilettanti Umbria.

## Tifoseria

### Storia
La parte più calda della tifoseria rossoblu occupa abitualmente la curva nord dello stadio Moreno Gubbiotti ed ha come riferimento il gruppo della Vecchia Fossa. Lo striscione è apparso per la prima volta nel 1992, ma il fenomeno ultrà ha cominciato a svilupparsi a Narni, già a meta degli anni 1980, ai tempi cui la squadra si era temporaneamente trasferita allo stadio "Sant' Anna" di Narni Scalo.

### Gemellaggi e rivalità
Le rivalità più sentite sono quelle con le altre tifoserie umbre, in modo particolare: Foligno, e Bastia.
L'unico gemellaggio stipulato è quello con l'Aglianese.